# Claude Ashton
Claude Thesiger Ashton (19 de febrero de 1901 – 31 de octubre de 1942) fue un futbolista amateur inglés, jugador de cricket y militar.
Como futbolista jugó en el Corinthian en diferentes posiciones, incluyendo la de portero y centrocampista, aunque su posición favorita era de centrocampista (wing-half en inglés). Hizo una aparición para Inglaterra en 1925, cuando fue capitán del equipo.
Como jugador de cricket jugó para la Cambridge University Cricket Club y para el Essex Contry Cricket Club. También fue auxiliar de las Fuerzas Aéreas en la Segunda Guerra Mundial, y como consecuencia de esto murió por una colisión en un accidente aéreo cuando entrenaba para la guerra.

## Primeros años
Claude nació en Calcuta, India, el menor de cuatro hermanos. Hijo de Hubert Shorrock Ashton y Victoria Alexandrina Ashton. Victoria era hermana de Sir John Eardley Wilmot Inglis, comandante de las fuerzas británicas que luchó en el Sitio de Lucknow, y Julia Selina Thesiger.
Todos sus hermanos jugaban al cricket, entre los que destacaron Hubert Ashton y Gilbert Ashton. Claude se educó en el Colegio de Winchester, donde fue capitán de cricket, de fútbol y bádminton. Luego se trasladó al Colegio de Trinity, en Cambridge, donde ganó una camiseta azul en hockey, cricket y fútbol. Cuando Claud y sus hermanos Hubert y Gilbert fueron al equipo de fútbol de Cambridge en 1920, la Universidad ganó dineró para fundar el “Ashton Villa”. Aunque se convirtió en el capitán del equipo durante su tercer año en la Universidad, fue incapaz de seguir jugando en un partido contra la Universidad de Oxford en 1923.

## Carrera como jugador de cricket
Claude primero jugó en la Universidad de Cambridge de Cricket en mayo de 1921, donde hizo 557 carreras en ese año. En un partido contra la Universidad de Oxford en julio, jugó junto a Gilbert y Hubert marcando 48 carreras, un total de 118 con las de Hubert.
Después del partido, Claude se unió junto a Hubert al Essex con un modesto éxito, marcando 240 carreras. Con una participación para Inglaterra contra Australia, marcó 798 carreras.
En 1923 Claude le sucedió a sus hermanos como el capitán de la Universidad de Cambridge.
En los siguientes años le restringieron jugar el cricket entre 1930 y 1933. Después de esos años volvió al equipo a finales de mayo de 1934 contra el Kent County Cricket Club.
Tiempo después hizo su mayor marca, con 118 carreras contra el Surrey County Cricket Club, ayudando a Jack O’Connor. El partido duró 2 horas y 20 minutos. Entre los dos equipos se hicieron un total de 2362 carreras. En los siguientes partidos en el Essex County Crciket Club, Claude marcó 416 carreras, en 1934.
Sus últimos partidos jugó contra el Gloucestershire County Cricket Club en julio de 1936, cuando marcó 100 carreras.
Su carrera en el cricket duró desde 1921 hasta 1938, donde marcó un total de 4723 carreras.

## Carrera como futbolista

### Paso por el Corinthian
En la Universidad de Cambridge, se convirtió en el capitán del equipo en su tercer año, pero fue incapaz de jugar contra la Universidad de Oxford en 1923. Después de su graduación, jugó para el Instituto de Winchester.
En la universidad se unió junto a sus dos hermanos al Corinthian, realizando su primera aparición el 18 de diciembre de 1920, jugando como centrocampista y ganando contra el Brighton and Hove Albion Football Club 4-2. En el siguiente partido jugó contra la Liga Isthmian.
Entre 1925 y 1926 marcó 103 goles en 89 partidos.
Su última aparición en el Corinthian fue durante la FA Cup, contra el Watford F.C. el 24 de noviembre de 1934, que perdió 2-0. En sus 15 años en el Corinthian, jugó 20 veces para la FA Cup, marcando 7 goles, con un hat-trick el 12 de enero de 1929.
En su carrera con el Corinthian jugó 208 partidos, marcando 145 goles. Solo fue superado por Tommy Whewell y Benjamin Howard Baker.

### Internacional
Fue seleccionado para jugar en la selección de Inglaterra en un partido contra Irlanda del Norte en el Windsor Park, en Belfast, el 24 de octubre de 1925, siendo capitán. No tuvo un particular juego memorable. Es considerado generalmente como buen controlador del balón, pero no era muy bueno en el juego aéreo. El partido terminó en tablas, y fue su primer y último partido como capitán de Inglaterra, todo un récord al jugar como internacional en un único partido.
Hizo 12 apariciones en Inglaterra siendo Amateur.

## Hockey
En la Universidad de Cambridge jugó dos veces al hockey contra la Universidad de Oxford. Después de retirarse del fútbol se unió al club de hockey de Beckenham.

## Retirada del deporte y muerte
Se casó con Isabel Norman-Butler y tuvieron tres hijos. Su cuñada se casó con George Abell, que también jugó al cricket en el Worcestershire y en la Universidad de Oxford, y también participó en la guerra.
Claude estuvo comisionado para ser oficial de piloto en el escuadrón Nº 909 como auxiliar de las Fuerzas Aéreas el 5 de julio de 1938. Le llamaron para un acto de servicio para le Segunda Guerra Mundial el 18 de septiembre de 1939. El 25 de febrero de 1942 fue ascendido a general.
Murió el 31 de octubre de 1942 en el escuadrón RAF Nº 256, cuando otro piloto colisionó en el aire con su Vickers Wellington durante un entrenamiento para una misión en Gales del Norte. El otro piloto se llamaba Roger Winlaw, también jugador de cricket.